# الجدول الزمني لحقوق الأشخاص ذوي الإعاقة خارج الولايات المتحدة
يسرد هذا الجدول الزمني لحقوق الأشخاص ذوي الإعاقة الأحداث التي وقعت خارج الولايات المتحدة فيما يتعلق بالحقوق المدنية للأشخاص ذوي الإعاقة، بما في ذلك قرارات المحكمة، وإقرار التشريعات، وإجراءات النشطاء، والانتهاكات الجسيمة للأشخاص ذوي الإعاقة، وتأسيس منظمات مختلفة. على الرغم من أن حركة حقوق الأشخاص ذوي الإعاقة بدأت في ستينيات القرن العشرين، إلا أن الدعوة لحقوق الأشخاص ذوي الإعاقة بدأت قبل ذلك بكثير وتستمر حتى يومنا هذا.

## قبل القرن الثامن عشر
- اليونان القديمة فارماكوس (اليونانية: φαρμακός  (الجمع pharmakoi) في الديانة اليونانية القديمة كان التضحية الطقسية أو نفي كبش فداء أو ضحية بشرية. كان يتم اختيار شخص معاق جسديًا أو عبدًا أو مجرمًا وطرده من المجتمع في أوقات الكوارث (المجاعة أو الغزو أو الطاعون) أو في أوقات الأزمات التقويمية. وكان يعتقد أن هذا من شأنه أن يؤدي إلى التطهير. في اليوم الأول من مهرجان ثارجيليا، وهو مهرجان أبولو في أثينا، تم إخراج رجلين، فارماكوي، كما لو كان من المقرر أن يتم التضحية بهما كنوع من الكفارة. تقول بعض الدراسات أن الفارماكوي كان يتم التضحية بهم بالفعل (إلقائهم من جرف أو حرقهم)، لكن العديد من العلماء المعاصرين يرفضون هذا، بحجة أن أقدم مصدر للفارماكوي (الساخر اليامبي هيبوناكس) يظهر الفارماكوي يتعرض للضرب والرجم، ولكن لم يتم إعدامهم. والتفسير الأكثر معقولية هو أنه في بعض الأحيان كان يتم إعدامهم وفي أحيان أخرى لا، وذلك اعتمادًا على موقف الضحية. على سبيل المثال، من المرجح أن يتم إعدام القاتل المتعمد غير التائب.[بحاجة لمصدر]
- 1200 – في القرن الثالث عشر، أعلنت إنجلترا أن الأشخاص ذوي الإعاقات الذهنية غير قادرين على اتخاذ القرارات أو إدارة شؤونهم.[1]
- 1324 - تعود فكرة الجنون في القانون الإنجليزي إلى عام 1324، عندما سمح قانون برايروجاتيفا ريجيس للملك بأخذ أراضي "الأغبياء والمختلين عقليًا".

## القرن الثامن عشر
- 1714 - في القانون الإنجليزي، سمح قانون التشرد لعام 1714 (13 Ann. c. 26) لقاضيين من قضاة الصلح بحبس مجنون خطير.
- 1729 - في عام 1729، تمت التوصية بمعاقبة الأشخاص ذوي الإعاقات الجسدية، سواء كانوا قد ولدوا بالإعاقة أو اكتسبوها في وقت لاحق من حياتهم، والذين ظهروا في الأماكن العامة. وقد تم تغطية هذه المفاهيم بما كان يُعرف بشكل عام باسم "القوانين القبيحة".[2][أين؟]
- 1774 - قانون المصحات العقلية 1774 (14 جورج 3، الفصل 49) كان قانونًا أصدره برلمان بريطانيا العظمى، والذي وضع إطارًا قانونيًا لتنظيم "المصحات العقلية" (ملاجئ الأمراض العقلية). تم إلغاؤه بموجب قانون المستشفيات المجانين لعام 1828.

## القرن التاسع عشر
- 1800-ال قانون المجانين الجنائيين 1800 (39 &amp; 40 الجغرافية. 3. ج. 94) كان قانون من برلمان بريطانيا العظمى، وهذا يتطلب ووضع إجراء محدد للاحتجاز إلى أجل غير مسمى مختل عقليا الجناة. تم تمريره من خلال مجلس العموم في رد فعل مباشر على محاكمة جيمس هادفيلد، الذي حاول الاغتيال الملك جورج الثالث.
- 1808 - قانون مقاطعة المصحات 1808 شكلت قانون الصحة النفسية في إنجلترا وويلز من 1808 إلى 1845. والجدير بالذكر أن قانون مصحات المقاطعة لعام 1808 أنشأ عاما العقلية المصحات في بريطانيا.[3] يعرف الفعل أيضا باسم قانون السيد وين، بعد تشارلز واتكين ويليامز وين، عضو البرلمان عن مونتغمريشاير، الذي روج للقانون.[4]
- 1811 - قانون زواج المجانين 1811 أعلن أن أي زواج يبرم من قبل مجنون معتمد كان باطلا. تم إلغاء هذا القانون لأيرلندا من قبل قانون المساعدة على اتخاذ القرار (القدرة) لعام 2015.[5]
- 1815 - قانون المجانين (اسكتلندا) لعام 1815 (55 جيو. 3. ج. 69) نص على توفير المرضى الذين يدفعون المال ليتم احتجازهم في المؤسسات التي يديرها الأفراد لتحقيق ربح.[6]
- 1815 - قانون تعديل المجانين الجنائيين لعام 1815 سن من قبل برلمان المملكة المتحدة باعتباره "قانونا للحضانة الآمنة للأشخاص المجانين المتهمين بارتكاب جرائم".[7]
- 1817 - قانون المصحات للفقراء المجانين (أيرلندا) لعام 1817 (57 جيو. 3. ج. 106) الأحكام التشريعية المقدمة من المصحات العامة لجميع أيرلندا.[8]
- 1819 - قانون المجانين الفقراء 1819 سن، "لتوفير رعاية أفضل للمجانين الفقراء في إنجلترا".
- 1828 - قانون مقاطعة المصحات 1828 سن في إنجلترا باعتباره " قانونا لتعديل قوانين إقامة وتنظيم المصحات المجنونة في المقاطعة. وأكثر فعالية لتوفير الرعاية والصيانة للفقراء والمجانين الإجراميين في إنجلترا".[7][9]
- 1828 - قانون المجانين 1828 سن في إنجلترا، وأعاد تشكيل مفوضو العاصمة في الجنون وأعلن أنه يجب أن يكون هناك خمسة عشر منهم، خمسة منهم أطباء.[9][10] كما ألغى قانون المجانين 1774.
- 1828 - قانون ممتلكات المجانين 1828 سن على أنه " قانون لتمديد القوانين التي تم تمريرها في العامين الثالث والأربعين والتاسع والخمسين من عهد جلالة الملك الراحل جورج الثالث، لبيع الرهون العقارية لممتلكات الأشخاص الذين تم العثور عليهم مجانين من قبل محاكم التفتيش التي اتخذت في إنجلترا وأيرلندا، وذلك للسماح بمثل هذا البيع والرهن العقاري لبعض الأغراض؛ ولإتاحة محاكم التفتيش على لجان الجنون التي اتخذت في إنجلترا في أيرلندا، ومثل محاكم التفتيش التي اتخذت في أيرلندا المتاحة في إنجلترا".[7]
- 1832 - قانون المجانين 1832 سن من قبل برلمان المملكة المتحدة.[7]
- 1840 – حكم مناغتن (وضوحا، وأحيانا مكتوبة، "ماكنوتون") هو أي البديل من تعليمات هيئة المحلفين 1840 في قضية جنائية عندما يكون هناك الدفاع عن الجنون:

أن كل إنسان يفترض أنه عاقل، و... لإثبات الدفاع على أساس الجنون، يجب إثبات بوضوح أنه في وقت ارتكاب الفعل، كان المتهم يعاني من عيب عقلي ناتج عن مرض عقلي، بحيث لا يعرف طبيعة ونوعية الفعل الذي كان يفعله؛ أو إذا كان يعرف ذلك، فإنه لم يكن يعرف أنه كان يفعل ما هو خطأ.:632 
لقد كانت القواعد التي صيغت على هذا النحو في قضية ماكناتن 1843 10 C & F 200 بمثابة اختبار قياسي للمسؤولية الجنائية فيما يتعلق بالمتهمين المصابين باضطرابات عقلية في الولايات القضائية للقانون العام منذ ذلك الحين، مع بعض التعديلات الطفيفة. عندما يتم استيفاء الاختبارات المنصوص عليها في القواعد، قد يُحكم على المتهم بأنه "غير مذنب بسبب الجنون" أو "مذنب ولكنه مجنون" وقد تكون العقوبة فترة علاج إلزامية أو اختيارية (ولكنها عادة غير محددة) في منشأة مستشفى آمنة، أو خلاف ذلك حسب تقدير المحكمة (اعتمادًا على البلد والجريمة المتهم بها) بدلاً من التصرف العقابي. يتم الاعتراف بدفاع الجنون في أستراليا وكندا وإنجلترا وويلز وهونج كونج والهند وجمهورية أيرلندا ونيوزيلندا والنرويج (وكذلك معظم الولايات الأمريكية باستثناء أيداهو وكانساس ومونتانا ويوتا وفيرمونت) ولكن ليس كل هذه الولايات القضائية لا تزال تستخدم قواعد ماكناتن.
- 1845 - قانون الجنون 1845 (8 و 9 فيكت. ج. 100) و قانون مقاطعة المصحات 1845 شكلت قانون الصحة النفسية في إنجلترا وويلز من 1845 إلى 1890. كان أهم حكم في قانون الجنون لعام 1845 هو تغيير وضع مختل عقليا الناس إلى المرضى. كذلك، فإن قانون الجنون 1845 خلق المفوضين في الجنون أو لجنة الجنون، أ المملكة المتحدة الهيئة العامة أنشئت للإشراف على المصحات ورفاهية مختل عقليا الناس. نجحت في مفوضو العاصمة في الجنون. تم تمرير قانون الجنون لعام 1845 من خلال البرلمان بالتزامن مع قانون مصحات المقاطعات لعام 1845. كان العملان يعتمدان على بعضهما البعض. أنشأ قانون الجنون لعام 1845 لجنة الجنون وحدد قانون مصحات المقاطعة لعام 1845 معظم الأحكام المتعلقة بما يجب مراقبته داخل المصحات وساعد في إنشاء الشبكة العامة لمصحات المقاطعة. مثل قانون الجنون لعام 1845، كان هناك العديد من مسودات هذا القانون التي تم تمريرها قبل عام 1845 والعديد منها بعد ذلك أيضا. وكان أبرز هذه قانون لجوء المقاطعة 1808، و ال قانون لجوء المقاطعة لعام 1853. عدل قانون الجنون لعام 1845 نفسه عدة مرات بعد تصوره. كانت هناك نسخة جديدة مكتوبة في كل من 1846 و 1847. تم إلغاء كلا الإصدارين بالفعل بموجب قانون مصحات المقاطعة لعام 1853. تكمن أهمية هذين القانونين معا في أنهما عززا قانون الجنون في إنجلترا. ومع ذلك، لم يجمع أي تشريع بين قانون الجنون بأكمله. كان كلا هذين القانونين أساسا لقانون الجنون في إنجلترا حتى عام 1890 عندما تم إلغاء كلاهما من قبل قانون الجنون 1890.[14]
- 1871 - قانون تنظيم الجنون (أيرلندا) لعام 1871 تم إنشاؤه لإدارة وحماية حوزة"المجانين".[15] تم إلغاؤه من خلال مشروع قانون المساعدة على اتخاذ القرار (القدرة) لعام 2013.[5]
- 1883 - قانون محاكمة المجانين 1883 هو قانون من برلمان المملكة المتحدة، السماح لهيئة المحلفين بإعادة الحكم بأن المدعى عليه مذنب، ولكن مجنون في ذلك الوقت، وينبغي أن تبقى في الحجز باعتباره "المجنون الإجرامي".[16] تم تمرير هذا القانون بناء على طلب الملكة فيكتوريا، الذي، هدفا لهجمات متكررة من قبل أفراد يعانون من مرض عقلي، طالب بتغيير الحكم من "غير مذنب" ليكون بمثابة رادع لـ "المجانين" الآخرين؛ صياغة "مذنب بفعل أو إغفال متهم، لكنه مجنون حتى لا يكون مسؤولا، وفقا للقانون، عن أفعاله".بقي قيد الاستخدام حتى قانون الإجراءات الجنائية (الجنون) لعام 1964.[17] تم الاستشهاد به في عام 1991 في حالة آر في بورغيس فيما يتعلق الدفاع الآلي.[18] كان شكل الحكم الخاص المنصوص عليه في هذا القانون معروفا عموما بأنه مذنب ولكنه مجنون. لم يكن هذا التعبير وصفا دقيقا لهذا الحكم.
- 1886 - قانون البلهاء 1886 (49 و 50 فيكت. ج. 25) كان عملا من أعمال برلمان المملكة المتحدة. كان القصد منه أن يعطي"مرافق لرعاية وتعليم وتدريب البلهاء والأغبياء".[19] جعل القانون، لأول مرة، التمييز بين "المجانين"، "البلهاء"،و"البلهاء"لغرض تسهيل الدخول إلى المؤسسات التعليمية وتحديد الطرق التي يتم الاعتناء بها. قبل القانون، كان ينظر إلى المؤسسات التعليمية للأغبياء والأغبياء على أنها إما" منازل مرخصة "أو" مستشفيات مسجلة "للمجانين، والتي يتعين على آباء الأطفال الذين يأملون في الدخول إليها إكمال نموذج ينص على أنهم"مجنون، أحمق، أو شخص غير سليم العقل". بالإضافة إلى ذلك، طلب منهم الإجابة على أسئلة غير ذات صلة وتقديم شهادتين طبيتين.[20] تم إلغاء القانون من قبل قانون العجز العقلي لعام 1913، في ذلك الوقت تم تقديم تصنيفين آخرين: "ضعيف الذهن الناس "و"العيوب الأخلاقية".[21]
- 1886 - قانون الجنون (إخلاء المقاعد) لعام 1886 (49 و 50 فيكت. ج. 16) كان قانون صادر عن برلمان المملكة المتحدة. وقدمت آلية ل عضو البرلمان الذي كان يحكم أن يكون من العقل غير السليم ليتم إزالته من مقعده.
- 1890 - قانون الجنون 1890 إلغاء قانون الجنون 1845 (8 و 9 فيكت. ج. 100) و قانون مقاطعة المصحات 1845، التي تشكلت قانون الصحة النفسية في إنجلترا وويلز.

## القرن العشرين
- 1902 - من أوائل ثمانينيات القرن التاسع عشر وحتى سبعينيات القرن العشرين، كانت المدن الأمريكية لديها قوانين قبيحة للتسول تُعرف شعبيًا باسم القوانين القبيحة.[22] اعتبرت هذه القوانين أنه من غير القانوني "لأي شخص مريض أو مشوه أو مُشوه بأي شكل من الأشكال، بحيث يكون شيئًا قبيحًا أو مثيرًا للاشمئزاز، أن يعرض نفسه للرأي العام".[22] في عام 1902، صدر قانون قبيح مماثل لقانون الولايات المتحدة في مدينة مانيلا في الفلبين.[23] كان هذا القانون مشابهًا لقوانين الولايات المتحدة، حيث تم كتابته باللغة الإنجليزية وفي وقت كانت فيه مانيلا تحت السيطرة الأمريكية، وتضمن العبارة الشائعة "لا يجوز لأي شخص مريض".[2] كان هذا أحد أول القوانين التي تمت كتابتها تحت السيطرة الأمريكية.[2] وتناولت قوانين أخرى إصلاح النظافة واعتبرت المتسولين القبيحين جزءًا من هذا الدليل.[2]
- 1909 - تم تقديم لوائح في ملجأ كانتون برن، والتي سمحت لأولئك الذين اعتبروا "غير لائقين" ولديهم ميول جنسية قوية، بما في ذلك بعض الأشخاص ذوي الإعاقة، بالتعقيم الإلزامي. في حالة معينة، تم خصي العديد من الرجال والنساء، بما في ذلك المصابين بالصرع، وطلب بعضهم ذلك طواعية.[24]

## عشرينيات القرن العشرين
- 1913 - كان قانون القصور العقلي لعام 1913 قانونًا صادرًا عن المملكة المتحدة والذي وضع أحكامًا بشأن المعاملة المؤسسية للأشخاص الذين يُعتبرون " ضعفاء العقل " و"من ذوي العيوب الأخلاقية".[25] "لقد اقترح الفصل المؤسسي بحيث يتم إخراج المعاقين عقليًا من مؤسسات قانون الفقراء والسجون إلى مستعمرات تم إنشاؤها حديثًا".[26] تم إلغاؤه بموجب قانون الصحة العقلية لعام 1959. أنشأ قانون عام 1913 مجلس مراقبة الجنون والضعف العقلي، وهو هيئة بريطانية تُشرف على علاج المرضى العقليين. أُنشئ المجلس ليحل محل مفوضي الجنون، وكان تابعًا لوزارة الداخلية، ولكنه مستقل إذ كان يرفع تقاريره إلى اللورد المستشار (الذي كان يُحقق في انتهاكات الرعاية والنزاهة). وقد تم نقلها إلى وزارة الصحة بموجب قانون وزارة الصحة لعام 1919 وأعيد تنظيمها في عام 1930. يتكون المجلس من: رئيس، واثنين من كبار المفوضين الطبيين، ومفوض قانوني كبير، وستة مفوضين (محامين وأطباء)، وستة مفتشين وموظفين إداريين. وبموجب القانون، كان لا بد أن تكون واحدة على الأقل من هؤلاء امرأة. قام مفوضو المجلس بجولة في جميع أنحاء البلاد للتأكد من أن المعتقلين بموجب قوانين القصور العقلي والعقلي المختلفة كانوا محتجزين بشكل قانوني وأن الرعاية كانت مناسبة وأن الأموال والممتلكات الأخرى المملوكة للمرضى لم يتم إساءة استخدامها أو سرقتها. كان مقر اللوحة في شارع نورثمبرلاند، لندن، حتى عام 1939 عندما تم نقلها إلى هوبارت هاوس، جروفنور بليس. وكانت مسؤوليتها مقتصرة على إنجلترا وويلز. وقد تم نقل مهامها إلى وزير الصحة بموجب قانون الخدمة الصحية الوطنية لعام 1946.
- 1915 – الشعب ضد شميدت، 216 NY 324 (1915)، هي قضية جنائية بريطانية تفسر "الخطأ" في قاعدة ماكناتن للدفاع عن الجنون.:621 تضمنت قاعدة مناغتن أن الشخص لا يكون مذنبًا بسبب الجنون إذا لم يكن المدعى عليه قادرًا على معرفة أن فعله كان خاطئًا بسبب اضطراب عقلي.:621  فسرت المحكمة كلمة "خطأ" بحيث تشير إلى معرفة أن الفعل كان خاطئًا من الناحية الأخلاقية، وليس معرفة أنه كان خاطئًا من الناحية القانونية.:621  كتبت المحكمة: "لقد قضت محكمة مناغتن صراحةً بأن المدعى عليه الذي لا يعرف شيئًا عن القانون سيكون مسؤولاً مع ذلك إذا كان يعلم أن الفعل خاطئ، وبالتالي، لا بد أنهم كانوا يقصدون بذلك، إذا كان يعلم أنه خاطئ أخلاقيًا. لا يوجد ما يبرر الاعتقاد بأن كلمتي الصواب والخطأ، عندما أصبحتا محدودتين في قضية مناغتن على صواب وخطأ فعل معين، فقدتا معناهما من حيث الأخلاق، وأصبحتا مصطلحين قانونيين بحتين".:621 وكتبت المحكمة أيضًا عن معرفة الخطأ الأخلاقي في قضية الوهم بمرسوم إلهي، بأن الله أمر بفعل إجرامي، عندما تعلم المدعى عليها أن الفعل خاطئ من الناحية الأخلاقية والقانونية، "يبدو من السخرية أن نقول إنه ضمن معنى القانون، إنها تعلم أن الفعل خاطئ".:621 وكتبت المحكمة أنه إذا كان لدى شخص ما وهم مجنون بأنه "لديه أمر من الله بالقتل، فمن الصعب أن نفهم كيف يمكن لمثل هذا الرجل أن يعرف أنه من الخطأ أن يفعل ذلك".:621

- 1920: إقرار قانون الأشخاص المكفوفين لعام 1920 في المملكة المتحدة. وهو أول تشريع عالمي يدعم المساواة في الحقوق للأشخاص ذوي الإعاقة.
- 1928–1972: في عام 1928، أقر المجلس التشريعي في ألبرتا، كندا، قانون التعقيم الجنسي. وقد سمح هذا القانون، الذي صيغ لحماية المجموعة الجينية، بتعقيم الأشخاص ذوي الإعاقة الذهنية من أجل منع انتقال السمات غير المرغوب فيها إلى الأبناء. تم إلغاء قانون التعقيم الجنسي في عام 1972. في عام 1995، رفعت ليلى موير دعوى قضائية ضد مقاطعة ألبرتا لإجبارها على التعقيم ضد إرادتها ودون إذنها بموجب القانون في عام 1959، عندما تم إيداعها في مدرسة التدريب الإقليمية للمعاقين عقليًا. منذ قضية موير، اعتذرت حكومة ألبرتا عن التعقيم القسري لأكثر من 2800 شخص بموجب هذا القانون. حصل ما يقرب من 850 من سكان ألبرتا الذين تم تعقيمهم بموجب قانون التعقيم الجنسي على تعويضات قدرها 142 مليون دولار كندي.[27]

## ثلاثينيات القرن العشرين
- 1940-تم تقديم قانون حماية تحسين النسل في اليابان من عام 1934 إلى عام 1938 إلى البرلمان. بعد أربعة تعديلات، تم إصدار هذا المشروع باعتبارهالقانون الوطني لتحسين النسل (ja:国民優生法 Kokumin Yusei Hō؟)  في عام 1940 من قبل كونوي الحكومة.[28] هذا القانون محدود التعقيم الإجباري إلى "الأمراض العقلية الموروثة"، عززت الفحص الجيني وتقييد الوصول إلى وسائل منع الحمل. وفقا لماتسوبارا يوكو، من عام 1940 إلى عام 1945، تم تعقيم 454 شخصا في اليابان بموجب هذا القانون.[29]
- 1945 – 1955: ال تجارب فيبهولم كانت سلسلة من التجارب البشرية حيث تم تغذية مرضى مستشفى فيبيهولم للمعاقين فكريا في لوند، السويد، بكميات كبيرة من الحلويات لإثارة تسوس الأسنان (1945-1955). تمت رعاية التجارب من قبل كل من صناعة السكر ومجتمع أطباء الأسنان، في محاولة لتحديد ما إذا كانت الكربوهيدرات تؤثر على تكوين التجاويف. قدمت التجارب معرفة واسعة حول صحة الأسنان وأسفرت عن بيانات تجريبية كافية لربط تناول السكر بتسوس الأسنان. ومع ذلك، يعتبر اليوم أنهم انتهكوا مبادئ أخلاقيات مهنة الطب.
- 1946-في هذا العام، حاكمت المحاكم الألمانية التي أعيد بناؤها حديثا أعضاء من موظفي مستشفى هادامار للطب النفسي بتهمة قتل ما يقرب من 15000 مواطن ألماني في المنشأة. أدولف ولمان و إيرمغارد هوبر وأدين كبير الأطباء ورئيس الممرضات.
- 1947-سن قانون التعليم المدرسي (القانون رقم 26) في اليابان، ووفر التعليم للأطفال المعوقين مثل الفصول العامة والفصول الخاصة والفصول غير السكنية والمدارس الخاصة والتدريس المتجول، إلخ.[30]
- 1947-سن قانون تأمين تعويض العمال عن الحوادث (القانون رقم 50) في اليابان، وقدم معاشات العجز ومدفوعات العجز الإجمالية، فضلا عن خدمات الرعاية الاجتماعية مثل البدل الخاص، والخدمات الطبية، والرعاية الصحية، وتوريد الأجهزة التعويضية، إلخ.[30]
- 1947-سن قانون البريد (القانون رقم 165) في اليابان، ونص على أن رسوم البريد الخاصة بورق برايل والبريد المسجل للأشخاص المعاقين بصريا مجانية، ويمكن إرسال الطرود الخاصة بالأشخاص ذوي الإعاقة بالبريد بنصف التكلفة. يمكن إرسال بريد الدوريات التي تنشرها مجموعات الأشخاص ذوي الإعاقة بالبريد مقابل رسوم رمزية.[30]
- 1948-في ديسمبر 1946 محكمة عسكرية أمريكية (تسمى عادة محاكمة الأطباء محاكمة 23 طبيبا وإداريا ألمانيا لدورهم في جرائم الحرب و الجرائم ضد الإنسانية. وشملت هذه الجرائم القتل المنهجي لأولئك الذين يعتبرون" غير جديرين بالحياة "، بما في ذلك الأشخاص الذين يعانون من إعاقات عقلية، وتم إيداعهم في مؤسسات بسبب مرضهم العقلي، والذين يعانون من إعاقات جسدية. بعد 140 يوما من الإجراءات، بما في ذلك شهادة 85 شاهدا وتقديم 1500 وثيقة، أعلنت المحكمة في أغسطس 1947 أن 16 من المتهمين مذنبون. وحكم على سبعة بالإعدام وأعدم في 2 يونيو 1948.
- 1948 - وفقا ل قانون حماية تحسين النسل في اليابان (سن في عام 1948)، يمكن فرض التعقيم على المجرمين "الذين لديهم استعداد وراثي لارتكاب الجريمة"، والمرضى الذين يعانون من أمراض وراثية بما في ذلك الأمراض الخفيفة مثل عمى الألوان الكلي، الهيموفيليا، المهق والسماك، والعواطف العقلية مثل الفصام، الهوس والاكتئاب ربما تعتبر واقعة في معارضتهم و الصرع.[31] تمت إضافة الأمراض العقلية في عام 1952. كما سمحت الأحكام بالتعقيم الجراحي للمرأة، عندما تكون المرأة، زوجها، أو أحد أفراد الأسرة في الدرجة 4 من القرابة اضطراب وراثي، وحيث الحمل من شأنه أن يعرض حياة المرأة للخطر. وتطلبت العملية موافقة المرأة وزوجها وموافقة مجلس حماية تحسين النسل في المحافظة. كما يسمح القانون بالإجهاض للحمل في حالات الاغتصاب، والجذام، والأمراض المنقولة بالوراثة، أو إذا قرر الطبيب أن الجنين لن يكون قابلا للحياة خارج الرحم. مرة أخرى، كانت موافقة المرأة وزوجها ضرورية. على الرغم من الصياغة الواضحة للقانون، تم استخدام القانون من قبل السلطات المحلية كمبرر لتدابير الإنفاذ التعقيم القسري والإجهاض على الناس مع بعض الاضطرابات الوراثية، وكذلك الجذام، وكذلك ذريعة للتمييز القانوني ضد الأشخاص ذوي الإعاقات الجسدية والذهنية.[32] في عام 1996 تم استبدال هذا القانون بقانون حماية الأمومة، الذي ألغى الحكم القائم على تحسين النسل.[33] في يوليو 2024، المحكمة العليا في اليابان حكم أن قانون حماية تحسين النسل كان غير دستوري، وألغى قانون التقادم لمدة 20 عاما للمتضررين من القانون.[34][35]
- 1949-سن قانون رعاية الأشخاص ذوي الإعاقة البدنية (القانون رقم 283) في اليابان، ونص على إصدار "دليل الأشخاص ذوي الإعاقة البدنية"، وخدمات استشارية متنوعة، ومنح الأجهزة التعويضية مثل الكراسي المتحركة والعصي وأجهزة السمع والأطراف الاصطناعية، والمساعدات التقنية للحياة اليومية مثل أحواض الاستحمام ومرحاض وأسرة ووسائل الاتصال (مثل آلات التحدث ومعالجات النصوص)، والتدريب على إعادة التأهيل، والخدمات اللازمة للمشاركة في المجتمع مثل مترجم لغة الإشارة، والترجمة بطريقة برايل، والمساعد التوجيهي، وتعديل المركبات الآلية، وفرص العمل، والمتخصصين في مرافق الرعاية التمريضية وأماكن المعيشة.[30]

## خمسينيات القرن العشرين
- 1950 - صدر قانون ضريبة الميراث (القانون رقم 73) في اليابان، ونص على تخفيض ضريبة الميراث في حالة ورثة الأشخاص ذوي الإعاقة. حتى سن 70 عامًا - 60000 ين سنويًا (120000 ين للأشخاص ذوي الإعاقة المحددين).[30]
- 1950 - صدر قانون الضرائب المحلية (القانون رقم 226) في اليابان، ونص على تخفيض ضريبة المقيمين المحليين (يحصل الأشخاص ذوو الإعاقة الذين يبلغ دخلهم السنوي 1،250،000 ين أو أقل على إعفاء ضريبي). مبالغ الإعفاء من ضريبة المقيمين المحليين هي كما يلي: الأشخاص ذوي الإعاقة المحددون - 280.000 ين الأشخاص ذوو الإعاقة الآخرون - 260.000 ين هناك حالات تخفيض أو إعفاء من ضرائب السيارات وضرائب الهاتف المحمول الخفيفة وضرائب شراء السيارات.[30]
- 1950 - صدر قانون تأمين الحياة اليومية (القانون رقم 144) في اليابان، ونص على منح الأسر التي تواجه صعوبات في الحياة اليومية بسبب انخفاض دخلها إعانة مساعد عام لضمان الحد الأدنى من مستوى المعيشة، كما يوجد نظام إعانة تكميلية للأشخاص ذوي الإعاقة وفقًا لحالة الإعاقة.[30]
- 1950 – حظر الاتحاد السوفييتي رسميًا إجراء عملية استئصال الفص الجبهي في عام 1950،[36] بناءً على مبادرة من فاسيلي جيلياروفسكي.
- 1950 - صدر قانون الإسكان العام (القانون رقم 193) في اليابان، ونص القانون على أنه عند العيش في الإسكان العام، يجب إعطاء الأشخاص ذوي الإعاقة اعتبارًا خاصًا. يوجد معيار لمساحة معيشية أكبر للعائلات التي تضم أشخاصًا من ذوي الإعاقة. بالإضافة إلى ذلك، تعطي الكيانات العامة المحلية الأولوية في توفير السكن العام للأشخاص ذوي الإعاقة وخفض الإيجار.[30]
- 1952 - في القانون الإنجليزي، في قضية ر ضد ويندل 1952 2 QB 826، أثبتت الأدلة أنه على الرغم من أن القاتل كان يعاني من مرض عقلي، إلا أنه كان يعلم أنه يرتكب جريمة. وبناءً على ذلك، رفض قاضي المحاكمة السماح لدفاع الجنون بالذهاب إلى هيئة المحلفين، وتم تأييد هذا القرار في الاستئناف.[37]
- 1954 - صدر قانون معاشات الموظفين (القانون رقم 115) في اليابان، ونص على أنه: وفقًا لدرجة العجز المؤمن عليه، يتم دفع معاش العجز للموظفين وبدل العجز (مبلغ مقطوع لمرة واحدة للإعاقات البسيطة).[30]
- 1954 - بدأ الاحتفال باليوم العالمي للجذام في عام 1954 بهدف لفت الانتباه إلى المصابين بالجذام.[38]
- 1957 - صدر قانون التدابير الخاصة بشأن الضرائب المؤقتة (القانون رقم 26) في اليابان، ونص القانون على أنه فيما يتعلق بقانون ضريبة الدخل لعام 1965 (انظر أدناه)، يجوز للأشخاص المصابين بإعاقة شديدة الحصول على بدل إضافي. بدل إضافي – 300،000 ين.[30]
- 1957 - تنص المادة 2 من قانون جرائم القتل لعام 1957 في المملكة المتحدة على ما يلي:

(1) إذا قتل شخص أو كان طرفًا في قتل شخص آخر، فلن يُدان بالقتل إذا كان يعاني من خلل في الأداء العقلي والذي - (أ) نشأ عن حالة طبية (ب) أضعف بشكل كبير قدرة د على القيام بواحد أو أكثر من الأشياء المذكورة في الفقرة الفرعية (1أ)، و (ج) يقدم تفسيرًا لأفعال د أو امتناعه عن القيام بالقتل أو كونه طرفًا فيه. (1أ) هذه الأشياء هي - (أ) لفهم طبيعة سلوك د؛ (ب) لتكوين حكم عقلاني؛ (ج) لممارسة ضبط النفس. (1ب) لأغراض الفقرة الفرعية (1)(ج)، يقدم الخلل في الأداء العقلي تفسيرًا لسلوك د إذا تسبب في قيامه بذلك السلوك أو كان عاملًا مساهمًا مهمًا في جعله يقوم به.
تم تعديل الدفاع بموجب المادة 52 من قانون الطب الشرعي والعدالة لعام 2009، والذي دخل حيز التنفيذ في 4 أكتوبر 2010. كما توفر قضية ر ضد جولدز سلطة حديثة من قسم الجنايات بمحكمة الاستئناف بشأن كيفية تفسير المحاكم لمصطلح "جوهري" فيما يتعلق بقانون القتل لعام 1957. في الفقرة [55] من حكم القاضي إلياس (بعد تقسيم الفقرة من الاقتباس المحايد الوارد أدناه) تم تحديد معنيين لكلمة "جوهري": (أ) الشيء الجوهري هو أكثر من مجرد شيء تافه أو ضئيل نظرًا لحقيقة أنه يحتوي على "مادة"، أو (ب) الشيء الجوهري كبير أو ضخم (على سبيل المثال بمعنى أن الراتب الكبير هو راتب كبير). في الفقرة [72] يخلص القاضي إلياس إلى رأي مفاده أن المحكمة يجب أن (أ) تترك تفسير كلمة "كبير" لهيئة المحلفين، ولكن إذا طُلب منها المزيد من المساعدة فيجب (ب) توجيهها بموجب المعنى الثاني للمصطلح (أي أن "كبير" يعني "كبير").
- 1957 - في القانون الإنجليزي في قضية ر ضد كيمب [1957] 1 QB 399، حيث أدى تصلب الشرايين لدى المدعى عليه إلى اعتدائه على زوجته وهو فاقد للوعي، حُكم بأنه في دفاع الجنون، لا ينبغي التمييز بين أمراض العقل وأمراض الجسم التي تؤثر على عمل العقل، ويجب اعتبار ما إذا كان الجنون قابلاً للشفاء أم لا، أو دائمًا أم لا غير ذي صلة. أصدرت هيئة المحلفين حكما بالإدانة والجنون.[37]
- 1959 - صدر قانون المعاشات الوطني (القانون رقم 1412) في اليابان، ونص على أنه: يوجد معاش العجز الأساسي، والذي يُمنح بعد الانضمام إلى برنامج التأمين (الحالة أ) أو عند حدوث درجة معينة من العجز قبل سن العشرين عامًا (الحالة ب). وفي الحالة الأخيرة، هناك حد للدخل. الصف الأول - 981،900 ين (81،825 ين شهريًا، 1997) الصف الثاني - 785،490 ين (65،458 ين شهريًا، 1997) تختلف هذه الدرجات عن الدرجات الموضحة في دليل الشخص المعاق جسديًا.[30]
- 1959 - كان قانون الصحة العقلية لعام 1959 قانونًا أصدره برلمان المملكة المتحدة بشأن إنجلترا وويلز وكان من أهدافه الرئيسية إلغاء التمييز بين المستشفيات النفسية وأنواع أخرى من المستشفيات وإزالة الطابع المؤسسي عن مرضى الصحة العقلية ورؤيتهم يتلقون علاجًا أكثر من خلال الرعاية المجتمعية. كما عرَّفت مصطلح الاضطراب العقلي لأول مرة: "المرض العقلي على أنه يختلف عن صعوبات التعلم". وكان التعريف هو "المرض العقلي؛ توقف أو نقص نمو العقل؛ اضطراب نفسي؛ وأي اضطراب أو إعاقة عقلية أخرى". في ذلك الوقت، كان 0.4% من سكان إنجلترا يقيمون في مصحات، ويتلقون العلاجات القياسية في ذلك الوقت.[40] وقد نظرت لجنة بيرسي عام 1957 في علاجهم ونتج القانون عن مداولاتها. وقد صُمم القانون لجعل العلاج طوعيًا وغير رسمي، وحيثما كان إلزاميًا، منحه إطارًا قانونيًا مناسبًا وتم اتخاذه كقرار طبي، ونقل العلاج، حيثما أمكن، بعيدًا عن الرعاية المؤسسية إلى الرعاية المجتمعية. ألغى القانون قوانين الجنون والعلاج العقلي من عام 1890 إلى عام 1930 وقوانين القصور العقلي من عام 1913 إلى عام 1938. وكان من بين التغييرات الأخرى التي أدخلها القانون إلغاء فئة "الأبله الأخلاقي".[41] وقد تم تعريف الفئة، التي تم تقديمها في عام 1913، بعبارات غامضة لدرجة أنها سمحت أيضًا لأمهات الأطفال غير الشرعيين، وخاصة في في حالة الولادات المتكررة خارج إطار الزواج، يتم اعتبارهم "بلهاء أخلاقيين" وبالتالي يتم وضعهم في مؤسسة للمعاقين أو وضعهم تحت الوصاية.[42]
- 1959 - كانت إحدى الدراسات الأولى التي تناولت قضية المؤسسات بشكل مباشر هي كتاب العصاب المؤسسي الذي كتبه طبيب الأمراض النفسية البريطاني راسل بارتون عام 1959،[43] والذي ادعى أن العديد من أعراض المرض العقلي (وعلى وجه التحديد، الذهان) لم تكن عيوبًا دماغية جسدية كما كان يُعتقد سابقًا، ولكنها كانت عواقب "تجريد" المؤسسات (وهو مصطلح ربما استخدمه إيرفينج جوفمان لأول مرة في هذا السياق[44]) من "العكازات النفسية" لمرضاهم.

## الستينيات
- 1960 - صدر في اليابان قانون تعزيز التوظيف وما إلى ذلك للأشخاص ذوي الإعاقة (القانون رقم 123)، والذي نص على:

(1) نظام الحصص: يلتزم أصحاب العمل العامون بما في ذلك الحكومة والمكاتب البلدية بتوظيف العمال ذوي الإعاقة بما يتجاوز الحصة. وكان الحصة القانونية هي: الهيئات الحكومية – 2. 0% (غير كتابيين – 1.9%) المؤسسات الخاصة – 1. 6% (الشخص الاعتباري المتخصص – 1.9%) تم تعديل الحصة في عام 1998 على النحو التالي: الهيئات الحكومية – 2. 1% (غير كتابيين – 1.9%) مؤسسات خاصة – 1. 8% (الشخص الاعتباري المتخصص – 2.1%) وهذه النسبة لا تشمل الأشخاص المصابين بأمراض نفسية. يجب على أصحاب العمل الإبلاغ عن عدد العمال ذوي الإعاقة الذين يستخدمونهم إلى رئيس مكتب تأمين التوظيف العام سنويًا. ويجوز لهذا المكتب أن يعلن للعامة أسماء المؤسسات التي لم تتمكن من تحقيق الحصة المطلوبة ويطلب منها إعداد خطة لتشغيل الأشخاص ذوي الإعاقة لتحقيق الحصة المطلوبة. (2) نظام الضريبة والمنح: يعمل هذا النظام عن طريق تحصيل الضريبة من المؤسسات التي تفشل في تحقيق حصة العمال ذوي الإعاقة. يتم استخدام الأموال التي يتم إنشاؤها بواسطة نظام الضريبة لتشجيع أصحاب العمل الذين يقومون بتوظيف الأشخاص ذوي الإعاقة بما يتجاوز الحصة المخصصة لهم وتشجيع توظيف العمال ذوي الإعاقة وتحسين ظروف العمل. تحصيل الرسوم: 50000 ين شهريًا لكل شخص (مع أكثر من 300 موظف بدوام كامل). دفع بدل التعديل: سيتم دفع 25000 ين شهريًا لكل شخص لأصحاب العمل الذين يستخدمون عمالًا من ذوي الإعاقة أكثر من الحصة القانونية (مع أكثر من 300 موظف بدوام كامل). دفع المكافآت: سيتم دفع مبلغ 17000 ين شهريًا لكل شخص لأصحاب العمل الذين يقومون بتوظيف عمال من ذوي الإعاقة بما يتجاوز العدد الثابت (أقل من 300 موظف بدوام كامل). دفع المنح: لإنشاء مرافق العمل، وإدارة التوظيف الخاصة، والتكيف المهني، وتنمية القدرات، وما إلى ذلك لتعزيز مثل هذه فرص العمل. (3) بدل التدريب المهني العام للأشخاص ذوي الإعاقة ونظام قروض لشراء المساعدات والمعدات الفنية.
- 1960 - صدر قانون رعاية الأشخاص ذوي الإعاقة الذهنية (القانون رقم 37) في اليابان، وقد قدم القانون استشارات متخصصة من خلال مكاتب الرعاية الاجتماعية ومراكز استشارات إعادة التأهيل، والتدريب على الحياة المستقلة، والخدمات الداخلية مثل المساعدة المنزلية، وبرامج الرعاية النهارية والإقامة القصيرة، وما إلى ذلك، والمساعدات التقنية للحياة اليومية مثل فرشاة الأسنان الكهربائية والحصير من النوع الخاص، وما إلى ذلك، ومساحات المعيشة مثل دور الرعاية والمنازل الجماعية، وما إلى ذلك، والمرافق المتخصصة لمساعدة الحياة اليومية مثل المرافق السكنية لإعادة التأهيل والمرافق غير السكنية وما إلى ذلك.[30]
- 1960 - صدر قانون المرور (القانون رقم 105) في اليابان، وقد وفر القانون وسائل نقل آمنة للأشخاص ذوي الإعاقة البصرية. وبالتالي، يُحظر على الأشخاص المبصرين المشي بعصا بيضاء أو صفراء، والمشي مع كلب مرشد.[30]
- 1960 - في القانون الإنجليزي، تم تطوير مفهوم " الدافع الذي لا يمكن مقاومته " في قضية R ضد بايرن عام 1960. قام المتهم (الذي تم وصفه بأنه مختل عقليا جنسيا عنيف) بخنق امرأة شابة ثم تشويهها؛ وقد زُعم أن بايرن كان لديه رغبات جنسية عنيفة ومنحرفة وجد أنه من المستحيل السيطرة عليها. قام اللورد باركر رئيس القضاة بتوسيع تعريف "اضطراب العقل" ليشمل أولئك الذين يفتقرون إلى "القدرة على ممارسة قوة الإرادة للسيطرة على الأفعال وفقًا لحكمهم العقلاني". لا يمكن الدفاع عن "الدافع الذي لا يقاوم" إلا تحت مبرر المسؤولية المخففة، وليس تحت مبرر الجنون. وبالتالي، فإنه يعمل فقط كدفاع جزئي عن جريمة القتل، مما يقلل التهمة إلى القتل غير العمد، ويمنح القاضي سلطة تقديرية فيما يتعلق بمدة العقوبة وما إذا كان الإيداع في السجن أكثر ملاءمة من السجن.
- 1961 - إينوك باول، وزير الصحة في المملكة المتحدة في أوائل الستينيات، شعر بالفزع مما شهده خلال زياراته للملاجئ، ودعا في خطابه الشهير "برج المياه" في عام 1961 إلى إغلاق جميع ملاجئ الخدمة الصحية الوطنية واستبدالها بأجنحة في المستشفيات العامة. وقال في ذلك الخطاب جزئيا:

"ها هم يقفون، معزولين، مهيبين، متسلطين، يحيط بهم برج الماء العملاق والمدخنة مجتمعين، شامخين لا لبس فيهما ومهيبين من الريف - تلك الملاجئ التي بناها أجدادنا بصلابة هائلة للتعبير عن مفاهيم عصرهم. لا تستهنوا ولو للحظة بقدرتهم على مقاومة هجومنا. دعوني أصف بعض الدفاعات التي علينا اقتحامها."

- 1962 – 1979: علاج النوم العميق كان يمارس (بالاشتراك مع العلاج بالصدمات الكهربائية والعلاجات الأخرى) بواسطة هاري بيلي بين عامي 1962 و 1979 في سيدني، في مستشفى تشيلمسفورد الخاص. كما مارسها بيلي، تضمن علاج النوم العميق فترات طويلة من الباربيتورات- فقدان الوعي الناجم. تم وصفه لظروف مختلفة تتراوح من الفصام إلى الاكتئاب إلى السمنة، متلازمة الإجهاد قبل الحيض والإدمان. ونتيجة لذلك، توفي ستة وعشرون مريضا في مستشفى تشيلمسفورد الخاص خلال 1960 و 1970. بعد فشل وكالات التحقيق الطبي والجنائي لمعالجة الشكاوى حول تشيلمسفورد، سلسلة من المقالات في أوائل 1980 في سيدني مورنينغ هيرالد والتغطية التلفزيونية على 60 دقيقة كشف الانتهاكات في المستشفى، بما في ذلك 24 حالة وفاة من العلاج. التي أجبرت السلطات على اتخاذ إجراءات، و لجنة تشيلمسفورد الملكية تم تعيينه. ال لجنة المواطنين لحقوق الإنسان، مجموعة أمامية من كنيسة السيانتولوجيا، كان مدافعا عن الضحايا؛ تلقت وثائق من المستشفى، نسختها ممرضة، "روزا". في عام 1978، عقد الطبيب النفسي في سيدني بريان بوتشر اجتماعا للأطباء العاملين في تشيلمسفورد ووجد أن هناك القليل من الدعم للعلاج بالنوم العميق (لم يحضر بيلي). ومع ذلك، استمر استخدام العلاج حتى عام 1979.
- 1964 – سن قانون إعانة تربية الطفل الخاصة (القانون رقم 134) في اليابان، ونص على-إعانة خاصة للمعوقين: تقدم لأولئك الذين تبلغ أعمارهم 20 عاما أو أكثر والذين يعانون من درجات إعاقة تتطلب رعاية واهتماما خاصين في الحياة اليومية بسبب إعاقة خطيرة سواء كانت عقلية أو جسدية. 26230 دولارا شهريا مع تحديد الدخل (1997). بدل تربية الطفل الخاص: يمنح للوالدين أو الأوصياء على الأطفال، الذين تقل أعمارهم عن 20 عاما والذين يعانون من إعاقة متوسطة/شديدة. 50350 دولارا شهريا لذوي الإعاقة الشديدة (1997). 33530 دولارا شهريا لذوي الإعاقة المتوسطة (1997). بدل الرعاية الاجتماعية للأطفال المعوقين: يمنح 14270 دولارا شهريا للأطفال ذوي الإعاقات الشديدة.[30]
- 1964 - قانون الإجراءات الجنائية (الجنون) لعام 1964 سن. في القانون الإنجليزي، إذا ادعى المدعى عليه وقت المحاكمة أنه مجنون، فإن هذا يتوقف على ما إذا كان قادرا على فهم التهمة أم لا، والفرق بين "مذنب" و "غير مذنب" وقادر على توجيه محاميه. إذا كان غير قادر على القيام بهذه الأشياء، فيمكن العثور عليه "غير صالح للترافع"بموجب المادة 4 من قانون الإجراءات الجنائية (الجنون) لعام 1964. في هذه الحالة، يكون للقاضي سلطة تقديرية واسعة فيما يتعلق بما يجب فعله مع المدعى عليه، باستثناء حالات القتل، حيث يجب احتجازه في المستشفى.[46]
- 1965-سن قانون ضريبة الدخل (القانون رقم 33) في اليابان، ونص على أنه يجوز لدافعي الضرائب ذوي الإعاقة أو الذين لديهم أحد أفراد الأسرة المعوقين الحصول على إعفاء من ضريبة الدخل. الإعفاءات هي كما يلي: الأشخاص المعاقون المحددون، أي (أ) الصف 1 أو 2 في كتيب الشخص المعاق جسديا أو (ب) المستوى الشديد في كتيب للأشخاص الذين يعانون من التخلف العقلي - 350.000 دولار للأشخاص ذوي الإعاقة بخلاف ما فوق-270.000 دولار[30]
- 1965–1976: مساعدة المسنين في المؤسسات الحكومية (ايجيس) كان بريطانيا مجموعة الضغط التي قامت بحملة لتحسين رعاية كبار السن في أجنحة الإقامة الطويلة في دائرة الصحة الوطنية مستشفيات الأمراض النفسية.[47][48] تأسست المجموعة من قبل باربرا روب في عام 1965،[48] وكان نشطا حتى وفاة روب في عام 1976.[49]
- 1966-سن قانون التدابير المضادة للتوظيف (القانون رقم 132) في اليابان، ونص على تدابير لتحسين التدريب المهني للأشخاص ذوي الإعاقة ومساعدتهم في العثور على عمل، ومرافق التدريب المهني وتحسين محتويات التدريب، وتدريب العاملين في مجال التوجيه وتحسين نوعيتهم، وتوفير بدل للتدريب على التكيف، وتوفير بدل تدريب لأصحاب العمل.[30]
- 1967-في بريطانيا العظمى تحت قانون الإجهاض لعام 1967 يسمح بالإجهاض إذا كان هناك خطر على حياة المرأة الحامل، أو ضرورة للإجهاض لمنع إصابة دائمة خطيرة بالصحة البدنية أو العقلية للمرأة الحامل، أو خطر إصابة الصحة البدنية أو العقلية للمرأة الحامل أو أي أطفال موجودين في عائلتها (بحد أقصى 24 أسبوعا من الحمل)؛ الحمل)، أو خطر كبير أنه إذا ولد الطفل، فإنه "سيعاني من مثل هذه التشوهات الجسدية أو العقلية بحيث يكون معاقا بشكل خطير".[50]
- 1968 - بعد حملة طويلة من قبل صحيفة صنداي تايمز، تسوية تعويضات لضحايا المملكة المتحدة من الثاليدومايد تم التوصل إليه مع شركة المقطر (الآن جزء من دياجو)، التي وزعت الدواء في المملكة المتحدة.[51][52] هذا التعويض، الذي يتم توزيعه من قبل صندوق الثاليدومايد في المملكة المتحدة، تمت زيادته بشكل كبير بواسطة دياجو في عام 2005.[53] منحت حكومة المملكة المتحدة الناجين منحة قدرها 20 مليون دولار، لتوزيعها من خلال صندوق الثاليدومايد، في ديسمبر 2009.[54]
- 1969-سن قانون تعزيز تنمية الموارد البشرية (القانون رقم 64) في اليابان، وأنشأ مراكز لتنمية القدرات المهنية للمعوقين.[30]

## سبعينيات القرن العشرين
- سبعينيات القرن العشرين - بحلول سبعينيات القرن العشرين، حظرت العديد من البلدان إجراء عملية استئصال الفص الجبهي.[55]
- 1970 - عقدت محاكمة جنائية كبيرة بشأن الثاليدوميد في ألمانيا، حيث تم توجيه اتهامات إلى العديد من المسؤولين في شركة غروننثال بالقتل غير العمد والإصابة. بعد أن توصل غروننثال إلى تسوية مع الضحايا في أبريل/نيسان 1970، انتهت المحاكمة في ديسمبر/كانون الأول 1970 دون إدانة أحد؛ ومع ذلك، كجزء من التسوية، دفع غروننثال 100 مليون مارك ألماني إلى مؤسسة خاصة. أضافت الحكومة الألمانية 320 مليون مارك ألماني. دفعت المؤسسة للضحايا مبلغًا لمرة واحدة يتراوح بين 2500 و25000 مارك ألماني (حسب شدة الإعاقة) ومبلغًا شهريًا يتراوح بين 100 و450 مارك ألماني. لقد تم منذ ذلك الحين زيادة الرواتب الشهرية بشكل كبير، وهي الآن تدفع بالكامل من قبل الحكومة (نظراً لأن المؤسسة نفدت أموالها). وفي عام 2008، ساهم جرونينثال بمبلغ 50 مليون يورو أخرى في المؤسسة.
- 1970 - صدر القانون الأساسي للأشخاص ذوي الإعاقة (القانون رقم 84؛ المراجعة الكبرى في عام 1993) في اليابان. وهو يتضمن:

"المادة 2 (التعريف): "الأشخاص ذوو الإعاقة" كما وردت في هذا القانون تعني الأشخاص الذين تكون حياتهم اليومية أو حياتهم في المجتمع محدودة بشكل كبير على المدى الطويل بسبب إعاقة جسدية أو تخلف عقلي أو إعاقة ذهنية. المادة 3 (المبادئ الأساسية): تُحترم كرامة جميع الأشخاص ذوي الإعاقة، ويحق لهم أن يُعاملوا وفقًا لذلك. ويُتاح لجميع الأشخاص ذوي الإعاقة، بصفتهم أعضاءً في المجتمع، فرص المشاركة الكاملة في هذا المجال. المادة 4 (مسؤوليات الدولة والهيئات العامة المحلية): تكون الدولة والهيئات العامة المحلية مسؤولة عن تعزيز رعاية الأشخاص ذوي الإعاقة والوقاية من الإعاقة. المادة 5 (مسؤوليات الأمة): تعمل الأمة على التعاون في مجال رعاية الأشخاص ذوي الإعاقة، على أساس مبدأ التضامن الاجتماعي. المادة 6 (الجهود المبذولة لتحقيق الاستقلال): يسعى الأشخاص ذوو الإعاقة إلى المشاركة الفاعلة في الأنشطة الاجتماعية والاقتصادية، مستغلين قدراتهم بفعالية. ويسعى أفراد أسرهم إلى تعزيز استقلاليتهم. المادة 6-2 (يوم الأشخاص ذوي الإعاقة): يتم إنشاء يوم الأشخاص ذوي الإعاقة بغرض رفع الوعي العام بشأن رعاية الأشخاص ذوي الإعاقة وتحفيز رغبة الأشخاص ذوي الإعاقة في المشاركة الفعالة في المجالات الاجتماعية والاقتصادية والثقافية وغيرها من مجالات النشاط. المادة 7 (السياسات الأساسية): يتم تنفيذ التدابير المتعلقة برعاية الأشخاص ذوي الإعاقة وفقًا لأعمارهم وأنواع وشدة الإعاقة.
هناك مبادئ أساسية أخرى في هذا القانون تتعلق ببرامج الأشخاص ذوي الإعاقة التي تغطي حكومات الدولة والمدن والمحافظات والمدن والبلدات والقرى؛ فضلاً عن تلك المتعلقة بالطب والتعليم والتوظيف والمعاشات التقاعدية والإسكان والمرافق العامة والإعلام والثقافة والرياضة وما إلى ذلك. ويبلغ العدد الإجمالي لمواد هذا القانون 29 مادة.
- 1970 - نشر الناشط في مجال حقوق ذوي الإعاقة هيروشي يوكوتا (عضو منظمة أوي شيبا نو كاي) إعلان النشاط "نحن نتصرف على هذا النحو" في مجلتهم أيومي في عام 1970. وقد ورد ذلك بالكامل (مع استبدال العلامات النجمية قبل كل نقطة بشرطات من أجل الوضوح)،

"- نحن نعرّف أنفسنا كأشخاص مصابين بالشلل الدماغي (CP). نحن ندرك أن وضعنا هو "وجود لا ينبغي أن يوجد" في المجتمع الحديث. ونحن نؤمن بأن هذا الاعتراف يجب أن يكون نقطة البداية لحركتنا بأكملها، ونحن نتصرف بناءً على هذا الاعتقاد.
- نؤكد أنفسنا بقوة. عندما نحدد هويتنا كأشخاص مصابين بالشلل الدماغي، تكون لدينا إرادة لحماية أنفسنا. نحن نؤمن بأن التأكيد القوي على الذات هو السبيل الوحيد لتحقيق الحماية الذاتية، ونحن نتصرف بناءً على هذا الاعتقاد.
- نحن ننكر الحب والعدالة. نحن ندين الأنانية التي تتأسس على الحب والعدالة. نحن نؤمن بأن التفاهم المتبادل، المصاحب للملاحظة الإنسانية التي تنشأ من إنكار الحب والعدالة، يعني الرفاهية الحقيقية، ونحن نتصرف بناءً على هذا الاعتقاد.
- نحن لا نختار طريقة حل المشاكل. لقد تعلمنا من تجاربنا الشخصية أن الحلول السهلة للمشاكل تؤدي إلى حلول وسط خطيرة. نحن نؤمن بأن المواجهة التي لا نهاية لها هي مسار العمل الوحيد الممكن بالنسبة لنا، ونحن نتصرف بناءً على هذا الاعتقاد. " أصبح هذا الإعلان حدثًا تاريخيًا في حركة ذوي الإعاقة اليابانية. وفي وقت لاحق تمت إضافة نقطة خامسة تنص بالكامل على "نحن ننكر الحضارة القادرة على العمل. نحن ندرك أن الحضارة الحديثة نجحت في الحفاظ على نفسها فقط من خلال استبعادنا نحن الأشخاص المصابين بالشلل الدماغي. "نحن نؤمن بأن خلق ثقافتنا الخاصة من خلال حركتنا وحياتنا اليومية يؤدي إلى إدانة الحضارة الحديثة، ونحن نتصرف بناءً على هذا الاعتقاد".
- 1970 - قانون المرضى والمعوقين المزمنين لعام 1970 هو قانون البرلمان من المملكة المتحدة الذي ينص على رعاية الأشخاص المصابين بأمراض مزمنة والمعوقين. الفعل، وغالبا ما اختصرت إلى 'كسببا'،[59] حصل على الموافقة الملكية في 29 مايو 1970.
- 1972-لجنة المخالفين غير الطبيعيين عقليا، يشار إليها على نطاق واسع باسم لجنة بتلر بعد رئيسها اللورد بتلر من الزعفران والدن، تم إنشاؤه في عام 1972 من قبل حكومة المملكة المتحدة. قدمت اللجنة تقريرا مؤقتا في عام 1974 ونشرت تقريرا نهائيا في أكتوبر 1975، مقترحا إصلاحات كبيرة للقانون و الطب النفسي الخدمات.
- 1972 – قادرة على التكيف تعطيل جميع الناس معا (المعروف سابقا باسم جمعية سباستيكس في الهند)، الأكثر شهرة في الهند غير هادفة للربح و أ منظمة غير حكومية (المنظمات غير الحكومية) بدأ العمل من أجل الإعاقات العصبية والعضلية والنمائية في 2 أكتوبر 1972 من قبل ميثو ألور، لتوفير خدمات التعليم والعلاج للأطفال مع الشلل الدماغي.[60] اليوم  وقد وسعت نطاقها لتشمل برامج تدريب المعلمين والتدريب المهني للشباب المصابين بالشلل الدماغي والتوحد والإعاقات الذهنية والإعاقات المتعددة وصعوبات التعلم. كما تعمل في مجال الدعوة والتوعية وتقدم الدعم للآباء وغيرهم من المهنيين. وقد أدى ذلك إلى تشكيل مجتمعات تشنجية مستقلة في 16 ولاية في الهند. في عام 1999، أنشأت المركز الوطني للموارد للإدماج، في مومباي، لإدراج الأطفال المعوقين من المدارس الخاصة في المدارس غير الخاصة.[61]
- 1972 - فيك فينكلستاين و بول هانت تأسست اتحاد المعاقين جسديا ضد الفصل العنصري (أوبياس).[62]
- 1973-في القانون الإنجليزي، في آر ضد كويك وباديسون [1973] 910، قررت المحاكم أن الاعتداء ارتكب عندما كان المدعى عليه يعاني من نقص السكر في الدم بسبب أخذ الأنسولين لم يكن مجنونا في الطبيعة.
- 1978 - قانون باساجليا أو القانون 180 (الإيطالية: Legge Basaglia, Legge 180 ) هو قانون الصحة العقلية الإيطالي لعام 1978 الذي يدل على وجود كبير إصلاح النظام النفسي في إيطاليا، تضمنت توجيهات لإغلاق جميع مستشفيات الأمراض النفسية[63] وأدت إلى استبدالها تدريجيا بمجموعة كاملة من الخدمات المجتمعية، بما في ذلك إعدادات الرعاية الحادة للمرضى الداخليين.[64] قانون باساجليا هو أساس تشريعات الصحة العقلية الإيطالية.[65]:64  المؤيد الرئيسي للقانون 180[66]:70  وكان المهندس المعماري لها الطبيب النفسي الإيطالي فرانكو باساجليا.[67]:8  لذلك، يعرف القانون 180 باسم "قانون باساجليا" من اسم مروجه.[68] ال برلمان إيطاليا سن القانون 180 في 13 مايو 1978، وبالتالي بدأ التفكيك التدريجي لمستشفيات الأمراض النفسية.[69] تم تنفيذ قانون إصلاح الطب النفسي في عام 1998 والذي يمثل نهاية نظام مستشفيات الأمراض النفسية الحكومية في إيطاليا.[70]
- 1978-في ملبورن، أستراليا، قام أعضاء منتدى عمل الأشخاص ذوي الإعاقة ومجموعات أخرى بحملة لتحسين الوصول إلى المباني من خلال حصار المكاتب الحكومية والسينما لإظهار ما ينطوي عليه الافتقار إلى إمكانية الوصول.[71]
- 1979-افتتاح سكة حديد الضواحي الشرقية في سيدني، أستراليا، خط سكة حديد لا يمكن للأشخاص ذوي الإعاقة الوصول إليه، قاطعه المتظاهرون في مجال حقوق الإعاقة. بعد ذلك، تم عرض فيديو لإساءة معاملة المتظاهرين في وسائل الإعلام، وبعد ذلك بدأ رئيس الوزراء وحكومة الولاية في اتخاذ ترتيبات لسيارات الأجرة التي يمكن الوصول إليها وإعانات النقل.[71]

## العقد الأول من القرن الحادي والعشرين
- 2000-تم بناء جولات على الحائط للمرضى النفسيين في تورنتو، في منشأة كام في كوين سانت ويست. وتظهر الجولات المريض بنيت الجدران من القرن ال19 التي تقع في الوقت الحاضر كام اليوم. الغرض من الجولات هو إعطاء تاريخ عن حياة المرضى الذين بنوا الجدران، ولفت الانتباه إلى الحقائق القاسية للطب النفسي. جاء جيفري ريوم وهاينز كلاين لأول مرة بفكرة جولات المشي كجزء من حدث جنون برايد في عام 2000. حدثت جولة الجدار الأولى في ما يعرف الآن باسم يوم الفخر المجنون، في 14 يوليو 2000، بحضور حوالي خمسين شخصا. يقود ريوم الجولات فقط، وقد نمت من الأحداث السنوية لـ جنون الكبرياء، لتحدث عدة مرات على مدار العام في جميع أشهر الشتاء.[72]
- 2000 - قانون البالغين ذوي الإعاقة (اسكتلندا) لعام 2000 (2000 آسيا والمحيط الهادئ 4) هو قانون البرلمان الاسكتلندي. تم تمريره في 29 مارس 2000، متلقيا الموافقة الملكية في 9 مايو. يتعلق الأمر برفاهية البالغين (ال سن الأهلية القانونية في اسكتلندا يجري 16) الذين لا يستطيعون اتخاذ قرارات لأنفسهم لأن لديهم اضطراب عقلي أو غير قادرين على التواصل. يوفر إطارا لأشخاص آخرين (مثل مقدمي الرعاية) للعمل نيابة عن الأشخاص الذين لديهم العجز.
- 2001-في آر في لاتيمر [2001] (1) 3 المحكمة العليا لكندا حكم ذلك روبرت لاتيمرلا يمكن تبرير جريمة قتل ابنته المعوقة تريسي لاتيمر من خلال الدفاع عن الضرورة. وعلاوة على ذلك، وجدت المحكمة العليا في كندا أنه على الرغم من الظروف الخاصة للقضية، فإن عقوبة السجن الطويلة التي حكم بها على السيد لاتيمر لم تكن قاسية وغير عادية، وبالتالي ليس خرقا ل الباب 12 من الميثاق الكندي للحقوق والحريات.[73]
- 2001 – إعادة أ (التوائم الملتصقة) [2001] (2) 480[74] هو محكمة الاستئناف في إنجلترا وويلز قرار بشأن فصل التوائم الملتصقة. جرايسي و روزي أتارد، الذين ولدوا في 8 أغسطس 2000، كانوا التوائم الملتصقة الذين انضموا في البطن.[75] أشارت الأدلة الطبية إلى أن جرايسي كانت الأخ الأقوى الذي كان يحافظ على حياة روزي. نجت روزي من الولادة فقط بسبب الشريان المشترك الذي مكن أختها جرايسي من أكسجة الدم لكلا التوأمين. إذا انفصلت جراحيا، كان لدى جرايسي معدل بقاء بنسبة 94 ٪، لكن روزي كانت مضمونة للموت. ومع ذلك، إذا تركوا ملتصقين، فمن المتوقع أن تفشل صحة جرايسي، التي كانت تتدهور بسرعة بالفعل—قبل أن يبلغوا ستة أشهر من العمر. وفاة جرايسي ستؤدي حتما إلى وفاة روزي. في الدرجة الأولى، ترك السيد القاضي جونسون للبت في القضية دون أي سوابق مباشرة لإرشاده[76] ولكن مسبب عن طريق القياس مع إيرديل إن إتش إس تراست ضد بلاند حيث أعلن أنه مقبول لإزالة دعم الحياة. حكم جونسون بأن الانفصال لن يكون جريمة قتل بل حالة "القتل الرحيم السلبي" حيث يتم سحب الطعام والماء.[77] ورفضت محكمة الاستئناف هذا التحليل، لكن القضاة الثلاثة الذين ترأسوا القضية قدموا أسبابا قانونية مختلفة جدا. استند اللورد القاضي آلان وارد إلى مفهوم الدفاع عن النفس مما يشير إلى أنه " إذا تمكنت [جرايسي] من التحدث، فستحتج بالتأكيد، توقف، [روزي]، أنت تقتلني".[77] اعتمد اللورد جاستيس بروك على آر في دادلي وستيفنز واستدعاء الضرورة كدفاع. ركز اللورد العدل روبرت ووكر على نية الجراحين في استنتاج أن الجراحة يمكن أن تمضي قدما.[76] وأجريت العملية التي استغرقت 20 ساعة لفصل التوأم في 7 تشرين الثاني / نوفمبر 2000.[75][78] كما هو متوقع، نجت جرايسي من العملية وتوفيت روزي. تم دفن رفات روزي في وقت لاحق على المالطية جزيرة غوزو.[76]
- 2002-في اليابان، صدر قانون مساعدة الكلاب للمعوقين جسديا في عام 2002. وكان الهدف المعلن من هذا القانون هو تحسين نوعية "كلاب المساعدة للمعوقين جسديا" وتوسيع نطاق استخدام المرافق العامة من قبل المعوقين جسديا.[79] تصنف كلاب المساعدة على أنها كلاب إرشادية أو كلاب سمعية أو كلاب خدمة. يتعين على وسائل النقل العام والمرافق العامة ومكاتب المؤسسات العامة والشركات الخاصة المكونة من 50 شخصا أو أكثر قبول كلاب المساعدة. يتم تشجيع الإسكان الخاص والشركات الخاصة التي يقل عدد أفرادها عن 50 شخصا ولكن لا يطلب منهم قبول كلاب المساعدة.[80]
- 2003 - في المملكة المتحدة، تعتبر جريمة الكراهية بسبب الإعاقة عاملا مشددا بموجب المادة 146 من قانون العدالة الجنائية لعام 2003، السماح باستخدام تعريفة أثقل في إصدار الأحكام مما قد تجريه الجريمة بدون عناصر الكراهية. تنص المادة 146 على أن أحكام إصدار الأحكام تنطبق إذا:

(أ) أنه في وقت ارتكاب الجريمة، أو مباشرة قبل ارتكابها أو بعده، أبدى الجاني تجاه ضحية الجريمة عداءً قائمًا على:
(أ) التوجه الجنسي (أو التوجه الجنسي المفترض) للضحية، أو
(ii) الإعاقة (أو الإعاقة المفترضة) للضحية، أو
(ب) أن الجريمة لها دوافع (كليًا أو جزئيًا) -
(أ) بالعداء تجاه الأشخاص ذوي التوجه الجنسي المعين، أو
(ii) بالعداء تجاه الأشخاص ذوي الإعاقة أو إعاقة معينة.
ويقدم تغييرات كبيرة تتضمن:
1. مقدمة للعلاج المجتمعي الخاضع للإشراف، بما في ذلك أوامر العلاج المجتمعي (CTOs). وتحل هذه السلطة الجديدة محل الخروج الخاضع للإشراف بسلطة إعادة المريض إلى المستشفى، حيث قد يتم إجبار الشخص على تناول الدواء، إذا لم يتم الالتزام بنظام الدواء في المجتمع. 2. إعادة تعريف الأدوار المهنية: توسيع نطاق المتخصصين في الصحة العقلية الذين يمكنهم تحمل مسؤولية علاج المرضى دون موافقتهم. 3. إنشاء دور الطبيب المعتمد، وهو متخصص مسجل في مجال الرعاية الصحية (عامل اجتماعي، ممرضة، طبيب نفسي أو معالج مهني) معتمد من قبل السلطة المختصة للعمل لأغراض قانون الصحة العقلية لعام 1983 (كما تم تعديله). 4. استبدال دور الأخصائي الاجتماعي المعتمد بدور أخصائي الصحة العقلية المعتمد؛ ولا يشترط أن يكون الشخص الذي يقوم بهذا الدور أخصائيًا اجتماعيًا. 5. أقرب قريب : مما يجعل من الممكن لبعض المرضى تعيين شريك مدني كأقرب قريب. 6. تعريف الاضطراب العقلي: إدخال تعريف جديد للاضطراب العقلي في جميع أنحاء القانون، وإلغاء الفئات السابقة 7. معايير الإيداع غير الطوعي : إدخال شرط مفاده أنه لا يمكن احتجاز شخص ما لتلقي العلاج إلا إذا كان العلاج المناسب متاحًا وإزالة اختبار قابلية العلاج. 8. هيئة مراجعة الصحة العقلية (MHRT): تحسين ضمانات المرضى من خلال اتخاذ سلطة إصدار الأوامر التي تسمح بتعديل الحد الزمني الحالي والإحالة التلقائية من قبل مديري المستشفيات إلى هيئة مراجعة الصحة العقلية. 9. تقديم المدافعين المستقلين عن الصحة العقلية (IMHAs) لـ "المرضى المؤهلين". 10. لا يجوز تقديم العلاج بالصدمات الكهربائية للمريض الذي لديه القدرة على رفض الموافقة عليه، ولا يجوز تقديمه إلا للمريض غير القادر حيث لا يتعارض مع أي توجيه مسبق أو قرار من المستفيد أو نائب أو قرار محكمة الحماية. 
- 2008 - تغير نظام المحكمة الخاصة بالصحة العقلية بأكمله في إنجلترا في عام 2008. ونتيجة لذلك، تم إلغاء محكمة مراجعة الصحة العقلية في إنجلترا من الناحية الفنية كعملية مستقلة وأصبحت جزءًا من غرفة الصحة والرعاية الاجتماعية على مستوى وطني حديث التأسيس من جلسات الاستماع تسمى المحكمة من الدرجة الأولى. ومن الناحية الفنية تُعرف الآن باسم المحكمة من الدرجة الأولى (الصحة العقلية)، ولكن في الممارسة العملية غالبًا ما يُطلق عليها اسم محكمة الصحة العقلية. كما تم إنشاء محكمة عليا جديدة، تنظر في الطعون المقدمة ضد القرارات الصادرة عن المحكمة الابتدائية. وفي ويلز، لا تزال المحكمة هي محكمة مراجعة الصحة العقلية في ويلز.
- 2008–2010: في عام 2008، أفادت أمينة المظالم في إقليم بيرم تاتيانا مارغولينا أن 14 امرأة من ذوي الإعاقة خضعن للتعقيم الطبي الإجباري في دار التمريض النفسي العصبي في أوزيورسكي، التي كان مديرها جريجوري بانيكوف.[83] ولم تتم عمليات التعقيم على أساس قرار قضائي إلزامي مناسب لهم، بل فقط على أساس الطلب المقدم من الوصي بانيكوف.[84] ومع ذلك، في 2 ديسمبر/كانون الأول 2010، لم تجد المحكمة وجود أي جريمة في عمليات التعقيم الطبي الإجباري التي أجريت بموافقته.[83]
- 2009 – حتى عام 2009 في إنجلترا وويلز، سمح قانون الصحة العقلية لعام 1983 باستخدام العلاج بالصدمات الكهربائية على المرضى المحتجزين سواء كانت لديهم القدرة على الموافقة على ذلك أم لا. ومع ذلك، بعد التعديلات التي دخلت حيز التنفيذ في عام 2009، لا يجوز عمومًا تقديم العلاج بالصدمات الكهربائية للمريض الذي يتمتع بالقدرة على ذلك ويرفضه، بغض النظر عن احتجازه بموجب القانون. ومع ذلك، هناك استثناء بغض النظر عن الموافقة والقدرة؛ بموجب المادة 62 من القانون، إذا قال الطبيب النفسي المعالج أن الحاجة إلى العلاج ملحة، فيجوز له أن يبدأ دورة من العلاج بالصدمات الكهربائية دون إذن.[85]
- 2009 - إيلوانا إنجلارو (25 نوفمبر 1970 - 9 فبراير 2009) كانت امرأة إيطالية من ليكو، دخلت في حالة نباتية مستمرة في 18 يناير 1992، بعد حادث سيارة، وأصبحت بعد ذلك محور معركة قضائية بين مؤيدي ومعارضي القتل الرحيم. بعد حادثها بفترة وجيزة، بدأ الطاقم الطبي بتغذية إنجلارو بأنبوب تغذية، لكن والدها "قاوم بشدة لإزالة أنبوب التغذية، قائلاً إنها ستكون نهاية كريمة لحياة ابنته. وقال إنه قبل الحادث، زارت ابنته صديقةً كانت في غيبوبة وأخبرته أنها لا تريد أن يحدث لها الشيء نفسه إذا ما بقيت في نفس الحالة".[86] رفضت السلطات طلبه، لكن القرار أُلغي أخيرًا عام 2009، بعد أن أمضت سبعة عشر عامًا في حالة نباتية مستمرة.
- 2009: كانت ديبي بيردي صحفية موسيقية بريطانية[87] وناشطة سياسية من برادفورد، غرب يوركشاير، مصابة بالتصلب المتعدد التقدمي الأولي، اشتهرت بتحديها للقانون في إنجلترا وويلز فيما يتعلق بالانتحار بمساعدة الغير.[88] في 20 سبتمبر 2009، أُعلن أن حكومة المملكة المتحدة ستنشر إرشادات بشأن قانون الانتحار بمساعدة الغير. وتأتي المبادئ التوجيهية لإنجلترا وويلز "بعد معركة قانونية فازت بها ديبي بيردي"، حيث "قبل اللوردات في وقت سابق من هذا العام أن [بيردي] كان لها الحق في معرفة ما إذا كان زوجها سيُقاضى إذا ساعدها على السفر إلى الخارج للانتحار".[89]
- 2009 - يتم الاحتفال بالأسبوع الدولي للصم (IWDeaf) سنويًا في جميع أنحاء العالم خلال الأسبوع الأخير الكامل من شهر سبتمبر منذ عام 2009.[90][91]

## عشرينيات القرن الحادي والعشرين
- 2020 - بدأ مخطط التأمين الوطني الأسترالي للإعاقة (NDIS) في تمويل التكاليف المرتبطة بالإعاقة.[92][93] تم تشريع هذا المخطط في عام 2013 ودخل حيز التنفيذ الكامل في عام 2020.[93] يتم إدارة هذا النظام من قبل الوكالة الوطنية للتأمين على الإعاقة (NDIA) وإشراف لجنة الجودة والضمانات التابعة لـالتأمين الوطني الأسترالي للإعاقة (لجنة NDIS).[93] وتبع ذلك حملة في عامي 2020 و2021 نجحت خلالها منظمة كل أسترالي مهم في شن حملة ضد خطط الحكومة لتقييد الوصول إلى النظام.[94]
- 2020 - قضت المحكمة الدستورية البولندية بأن الإجهاض بسبب عيوب الجنين غير دستوري.[95]
- 2020 - خفضت الصين سن المسؤولية الجنائية إلى 12 عامًا للجرائم "البشعة"، بما في ذلك على سبيل المثال لا الحصر التسبب في إصابة تؤدي إلى إعاقات شديدة بوسائل قاسية للغاية.[96]
- 2021 - قضت المحكمة العليا في باكستان بأن السجناء الذين يعانون من مشاكل صحية عقلية خطيرة لا يمكن أن يتلقوا عقوبة الإعدام.[97]
- 2021 - شرعت إسبانيا الانتحار بمساعدة الغير والقتل الرحيم لأولئك الذين يعانون من أمراض خطيرة أو غير قابلة للشفاء أو منهكة ويرغبون في ذلك.[98]
- 2021 - توبلاك ومراك ضد سلوفينيا (34591/19، 42545/19) بتاريخ 26 أكتوبر 2021، هو حكم المحكمة الأوروبية لحقوق الإنسان الذي قضت فيه المحكمة بأن حقوق الناخبين قد انتهكت عندما لم يكن لديهم الحق القانوني في طلب أماكن اقتراع يمكن الوصول إليها مسبقًا لتحقيق إمكانية الوصول قبل يوم الانتخابات.[99] ويعد الحكم مهمًا أيضًا لأن المحكمة وسعت نطاق اختصاصها للمرة الأولى ليشمل الاستفتاءات.[78][100]
- 2023 - تمت الموافقة على تعديل دستور هولندا، والذي يحظر التمييز ضد أي شخص على أساس إعاقته أو توجهه الجنسي.[101]
- 2023 - ينص قانون مكافحة المثلية الجنسية لعام 2023 على السجن مدى الحياة لممارسة الجنس بين شخصين من نفس الجنس البيولوجي وعقوبة الإعدام بتهمة "المثلية الجنسية المشددة". وتشمل الجريمة الأخيرة ممارسة الجنس مع المعوقين والمصابين بأمراض عقلية، وكذلك ممارسة الجنس مع أشخاص أكبر من خمسة وسبعين عامًا، و"المجرمين المتسلسلين"، واغتصاب المثليين، وممارسة الجنس في موقع السلطة أو عن طريق الترهيب، والأفعال المثلية التي يرتكبها شخص لديه إدانة سابقة بالمثلية الجنسية.[102]
- 2024: في يوليو 2024، قضت المحكمة العليا في اليابان بأن قانون حماية النسل الذي صدر في عام 1948 غير دستوري، وألغت قانون التقادم لمدة 20 عامًا لأولئك المتأثرين بالقانون.[34][35]
- 2024: اعتذر رئيس الوزراء الياباني فوميو كيشيدا رسميًا لـ 130 ضحية للتعقيم القسري بموجب قانون حماية تحسين النسل الذي صدر عام 1948، ووافق على تدابير التعويض لما لا يقل عن 25000 من الضحايا المتضررين أو أقاربهم.[103]